# Jean-Lucien Savi de Tové
Jean-Lucien Kwassi Lanyo Savi de Tové (* 7. Mai 1939 in Lomé) ist ein togoischer Politiker und seit 2025 Präsident von Togo. Bekanntheit erlangte er ab den 1970er Jahren als einer der führenden Oppositionellen gegen den diktatorisch regierenden Staatspräsidenten Gnassingbé Eyadéma. Er gehört der Convergence patriotique panafricaine (CPP) an und war von 2005 bis 2007 bereits Minister für Handel, Industrie und Handwerk.

## Leben

### Familie und Ausbildung
Savi de Tové stammt aus einer Familie der Ewe. Sein Vater Jonathan Savi de Tové war in der Unabhängigkeitsbewegung engagiert und von 1960 bis 1963 der erste Parlamentspräsident Togos nach der Unabhängigkeit. Seine Mutter war die Deutsch-Togoerin Regina Bruce. Savi de Tové studierte Jura an der Universität Bordeaux, Wirtschaftswissenschaft an der Universität Neapel und promovierte in Politikwissenschaften an der Sorbonne Université.

### Führungsfigur der Opposition
Nach seiner Rückkehr nach Togo stieg er im Staatsdienst auf. Nach der Machtergreifung durch Gnassingbé Eyadéma wurde er im Jahr 1967 zum Generalsekretär des Außenministeriums ernannt und behielt diese Position bis 1974. In den folgenden Jahren wurde er dann aber einer der Führungsfiguren der Opposition gegen den Präsidenten. Nach einem gescheiterten Putschversuch wurde er am 10. Juli 1979 verhaftet und gemeinsam mit angeblichen Mittätern um Gilchrist Olympio, den Sohn des früheren Präsidenten Sylvanus Olympio, wegen Verschwörung gegen das Regime zu zehn Jahren Haft verurteilt.
Ab Anfang der 1990er Jahre trat Savi de Tové wieder als wichtige Stimme der Opposition in Erscheinung. Auf der 1991 einberufenen Nationalkonferenz sprach er sich für eine republikanische Neugründung des Staates aus. Im März 1993 wurde er, selbst damals Mitglied der ein Jahr zuvor gegründeten Parti des démocrates pour l’unité (PDU), von mehreren Oppositionsparteien als Premierminister vorgeschlagen, weil diese mit der Amtsführung des durch die Nationalkonferenz eingesetzten Joseph Kokou Koffigoh nicht zufrieden waren. Eyadéma verweigerte aber einen Wechsel auf der Position.
Bei der Parlamentswahl 1994 kandidierte Savi de Tové erfolglos um einen Sitz in der Nationalversammlung. Im Jahr 1999 gehörte er zu den Mitbegründern der Convergence patriotique panafricaine (CPP), in der sich die PDU mit drei weiteren Parteien zusammenschloss. Savi de Tové wurde Vizepräsident der CPP.

### Eintritt in die Regierung
Unter dem neuen Präsidenten Faure Gnassingbé, dem Sohn Eyadémas, trat Savi de Tové im Jahr 2005 als Minister für Handel, Industrie und Handwerk in eine vom CPP-Vorsitzenden Edem Kodjo geführte Regierung ein. Ein Jahr später war er an einem vom Präsidenten initiierten Dialogprozess beteiligt, dessen Abschlussabkommen er im Namen der CPP unterzeichnete. Daraufhin blieb er auch unter dem neuen Premierminister Yawovi Agboyibo in der Regierung. Nachdem er, wie alle CPP-Kandidaten, bei der Parlamentswahl 2007 gescheitert war, gab er den Posten als Minister auf. Als die Regierung im Jahr 2009 mit dem Cadre Permanent de Dialogue et de Concertation (CPDC) ein Beratungsgremium unter Einbeziehung der Opposition einberief, übernahm Savi de Tové den Vorsitz.

### Präsidentschaft
Bei der Präsidentschaftswahl am 3. Mai 2025 wurde Savi de Tové als Kandidat der Regierungspartei Union pour la République (UNIR) einstimmig von beiden Kammern des Parlaments gewählt. Er ist damit der fünfte Präsident Togos und nach einer Verfassungsänderung im Jahr 2024 der erste der sogenannten Fünften Republik. Zeitgleich wurde sein Vorgänger Faure Gnassingbé zum Premierminister ernannt. Nach der neuen Verfassung übernimmt der Präsident nur noch repräsentative Aufgaben, die Regierungsverantwortung liegt beim Premierminister. Savi de Tovés Amtszeit beträgt vier Jahre.

## Auszeichnungen
- 2006 Kommandeur des Ordre du Mono[3]